# オノラ2世・ド・サヴォワ

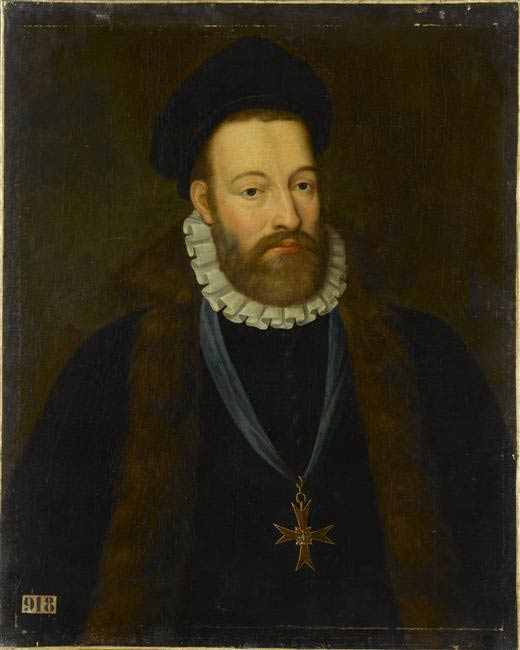
ヴィラール侯爵オノラ、1834年復元、ヴェルサイユ宮殿美術館蔵

オノラ2世・ド・サヴォワ（Honorat II. de Savoie, marquis de Villars, 1511年6月4日 - 1580年9月20日）は、ヴァロワ朝時代フランスの廷臣・軍人。ヴィラール伯爵、のち侯爵。フランス元帥、フランス提督。

## 生涯
サヴォイア公フィリッポ2世の準正子で「大私生児（le Grand bâtard de Savoie）」の異名をとったヴィラール伯ルネ・ド・サヴォワと、タンド女伯アンヌ・ラスカリスの間の次男。
1540年、ジャンヌ＝フランソワーズ・ド・フォワ＝カンダル（1542年没）と結婚。彼女の父はグライー家末流でハンガリー王妃アンヌ・ド・フォワの異母弟アラン・ド・フォワ＝カンダル、母はカスティヨン女子爵フランソワーズ・デ・プレ・ド・モンプザである。この結婚を通じて、義母からカスティヨン＝シュル＝ドルゴーニュの子爵領、モンプザ、エギュイヨン、マダイヤン、サント＝リヴラードの4男爵領及びその周辺の村落などの広大な所領がもたらされた。
1552年アンリ2世王のロレーヌ公国訪問の随員となった。翌1553年、従兄弟のピエモンテ公エマヌエーレ・フィリベルトが指揮する皇帝軍側のエダン包囲の解放作戦に従軍した。1557年8月10日、サン・カンタンの戦い参加時に負傷し、コルビーを包囲するスペイン軍の物資補給ラインを遮断する目的を果たせなかった。
シャルル9世の治世初期に実施された大巡幸（1564年1月 - 1566年5月）の随員に加わり、1565年12月から1566年3月にかけて国王宮廷が滞在したムーランで開かれたフランス大評議会（Assemblée des Grands de France）の開催を取り仕切った。
1565年、サヴォイア家本家の計らいで所領のヴィラール伯爵領が侯爵領に昇格し、ヴィラール侯爵となった。1572年、甥のオノラ1世・ド・サヴォワが子なくして死ぬと、タンド伯爵領を継承したが、オノラ1世の姉で姪のデュルフェ卿夫人ルネから異議が唱えられた。
ユグノー勢力との戦いに精力を傾け、サン・ドニの戦い（1567年）やモンコントゥールの戦い（1569年）に参加した。1570年、ブレーズ・ド・モンリュックの後任としてギュイエンヌ州の州統監に任命された。1573年には同州のユグノー勢力の増長を取り締まるべく軍勢を引き連れ、ユグノーを圧迫した。
1571年、シャルル9世王はオノラの長年の功労に報いるため彼をフランス元帥に任じた。そして翌1572年のサン・バルテルミの虐殺後、その犠牲者となったガスパール・ド・コリニーの職位「フランス及びレヴァント海の提督（„Amiral de France et des Mers du Levant“）」をオノラに贈った。オノラは1578年、娘婿のマイエンヌ公爵にフランス提督職を譲った。
1579年1月1日聖霊勲章を授与された。1580年自邸のデュ・グラン＝プレシニー城で死去した。

## 子女
妻との間に娘を1人授かったのみで死別し、再婚しなかった。
- アンリエット（1541/1542年 - 1611年） - 1560年メルシオール・デ・プレ（ドイツ語版）と初婚（1572年死別）、1576年マイエンヌ公シャルル・ド・ロレーヌと再婚

## 引用
1. 1 2 3 4  Jules Berger de Xivrey (Hrsg.): Recueil des lettres missives de Henri IV. Band 1: 1562–1584. Imprimerie Royale, Paris 1843, S. 14, Anmerkung 1.